# خوسيه مانويل كويلو
خوسيه مانويل كويلو هو سياسي برتغالي، ولد في 22 يوليو 1952 في سانتا كروز في البرتغال. نشط حزبياً في Portuguese Labour Party ‏. وقد انتخب member of the Legislative Assembly of Madeira ‏.